# 黄永安
黄永安（1896年3月31日—1979年7月13日），满洲镶黄旗人，官至陆军中将，民国炮兵高级将领。

## 生平

### 早年
1896年3月31日出生，1912年入陆军小学堂，後就读於吉林第一中学毕业。
1916年，入北京大学预科班，1917年六月因祖父黄克勤去世回家奔丧，错过攻读北大机会。因从双城到北京要分别乘坐南满与北满铁路，分别被俄国与日本人歧视，有了投笔从戎的念头。
1918年夏，恰逢保定军校唯一一次面对普通中学毕业生招候补生，三千余人经五天笔试和体检，录取七百余人，黄永安考入第八期炮兵科。

### 保定军校
1918年夏-1922年六月 在学校与王以哲为同期好友，与刘翰东、罗卓英同班，与宋肯堂、陈诚同宿舍。因为是普通中学生，入校后先分配到武汉陆军第二师炮兵第二团受训九个月，第二天回校，就因救助同学傅汝霖而夜不归宿，虽免于除名，仍被校方记了两次大过；1922年毕业前，又因未接受安分队长之全宿舍罚跪惩处，而再次面临开除学籍。

### 抗战以前
毕业后，即进入东北军炮四团（當時的团长為邹作华，亦双城人）服役，任炮二营中尉营附，炮四团军士教导队教官，与王和华为邹之亲信，随之点验东北军各部。
1925年入陆军大学第七期学习，1925年冬以炮四团营长身份随郭松龄，以张学良名义杀出关外，推进至巨阳河。吴俊升黑龙江骑兵做决定性夜袭之时，黄永安集中全营炮火予以拦截。
1927年7月，從陆军大学毕业，任东北军炮兵第一旅军士教导队队长。10月恰逢傅作义与张学良涿州大战，任炮兵参谋长（司令邹作华），辖刘汉东重炮第七团（150榴炮），王和华野炮第四团（75野炮），苑崇谷教导团加农炮四门（100mm的加农炮）。
1928年，奉系军隊撤出关外，杨宇霆、张学良缩编重整东北军，黄永安任国防军东北陆军炮二团（75mm辽13式野战炮36门）团长，驻北镇，该团东北易帜後番号变为国民革命军炮15团。
1929年中东路事件爆发，8月15日发布为防俄军第一军王树常作战序列，为第一军唯一之炮兵团，于东线与俄军作战。
1931年石友三叛乱，炮15团编入炮七旅，隶属于学忠第一集团军，于7月入关，战事8月8日结束。
1933年2月，张学良组建67军，王以哲任军长，黄永安为参谋长，3月8日于日军激战，军指挥部位于古北口街内。此战东北军各部以67军表现最佳，青石梁守军521团梁志军团长以下，伤亡五百余人。后中央军25师接防，全军至卢龙一线布防，战于滦河右岸。对面为日军第六师团、第十四师团、骑兵第十联队等部，从四月底激战至五月13日开始逐步撤退，五月底撤至牛栏山，后《塘沽协定》签署，此战67军伤亡两千余。
1933年3月张学良下野后，何应钦再次重组东北军，黄永安发布为炮兵第八旅旅长（炮17团、炮18团150mm榴），驻良乡、涿州。
1934年8月因《塘沽协定》签署，无法在平津驻扎，率部至洛阳西工营房，秘密修筑洛阳要塞。期间与洛阳军分校校长祝绍周（保定军校第二期步兵科）相处“极融洽”。
1936年春，炮八旅缩编为独立重炮17团，团长叶攸泉。黄永安转任炮六旅旅长，辖炮七团（彰德，中央军），炮12团（东北军，原野炮四团。）

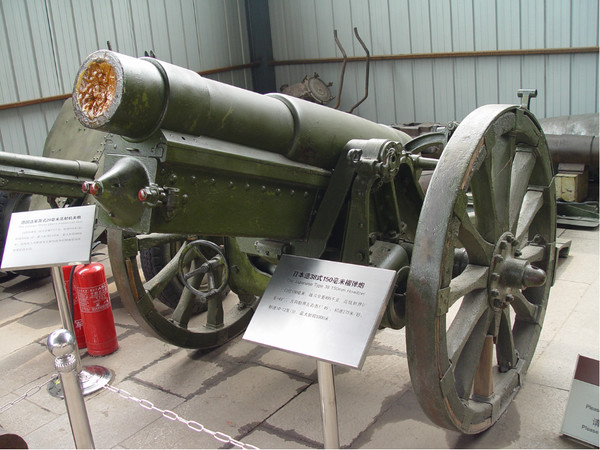

### 西安事变
1936年十月十六日，因东北军抄查西安省党部，黄永安感觉风声不对，亲赴西安拜谒张学良及王以哲等人，希望与國民政府中央军团结，否则抗战无望。见张学良时黄永安曾预请方略，张学良曰：“到那时你看情形，自行酌量办吧，”。其在西安始终不得要领，参谋处长王仲升始告其少壮派之所为，王以哲则劝其赶紧回洛阳。
1936年12月12日，清晨接西安亲译电，获知西安事变，张学良命其率部控制机场，占领洛阳。随后黄永安立刻见了祝绍周，因为史学界忽略了这是“亲译电”，只有黄永安一人知情，也没必要拿出来跟部下讨论。将密电给了祝绍周之后，祝也拿不准， 黄永安才又提醒对方这是亲译电，不可能是造谣。
黄永安作为老资格炮兵军官对铁路相关的东西非常熟悉，甚至曾给铁路站长授课。在电话都不通的情况下，建议祝绍周用铁路电话逐站向西打；最后在潼关以西的赤水站获得消息，刘多荃部已于前夜将铁路完全切断。这一消息是了解发生事变最有力的证据，同时也证明了潼关空虚，是随后迅速派樊崧甫乘车西进抢占的基础。
潼关的抢占，避免了中原大战式的分庭抗礼，在南京方面还在争吵之时就初步稳定了局势，“保全国家之元气”（陈诚）。西安事变的和平解决，祝绍周“挽狂澜于既倒”，黄永安亦有其贡献。
1936年12月18日 黄永安建议对西安围而不打，并空投报纸与西安，赖琏致电中央党部，要求尤其落实空投报纸的事。赖琏与黄永安交谈后建议以后避免出现“东北军”字样。
1936年12月20日空投十万份大公报，东北军将领和张学良读张季鸾《给西安军界的公开信》之后，西安事变再次急转向，向着和平解决而去。
1936年12月21日 经反复拉锯，黄永安于事发后第九天终于同意将轻武器“赠送”于洛阳军分校，但是不缴炮；即便如此赖琏也是非常满意，与炮六旅一墙之隔的国民党驻洛各机关也终于安定下来。
1936年12月22日 炮六旅“缴械”后，洛阳人心终于安定，民众纷纷去旅部慰劳。
12月25日晚六时许，张学良送蒋介石抵洛阳，黄永安欲面晤张学良，被后者以“有罪之身不见客”为由拒绝。
1937年2月，获悉王以哲被刺，与刘海波赴潼关晤陈诚，允许其去西安料理后事。恰好與顾祝同（保定第六期步兵科）同车往西安，至王以哲家命人清洗尸体，更换衣服，并于王夫人研究办理丧事，后说与顾祝同亲往吊唁，方有人肯出头办理。
1937年二月中旬 王以哲、宋学礼、蒋斌、徐方等灵车过境洛阳，黄永安率全旅军官及军校东北学员五百多人举行追悼会，杨之彦（王以哲副官，安置在炮六旅十二团一营当连长）念悼词，感情至深，众人潸然泪下。 

### 抗战时期
1937年7月7日，正于开封向绥靖主任刘歭述职，7月7日得知事变，于下午两点上火车返回洛阳，在郑州看到了炮12团北上抗日之列车。炮六旅于七月七日上午九时得到参谋本部命令，全旅北上保定。
1937年七月九日拂晓到保定城外，炮六旅被刘歭总司令配属于黄杰第二师作战，但第二师位置无人知晓。后接参谋次长林蔚命令转进至石家庄，撤退时道路拥挤，只得留作后卫。以炮17团24挺机枪，炮12团两门野炮组建六队骑兵掩护撤退，与日军追兵发生战斗，丢炮一门（陷入泥潭）。
1937年十月初与宋肯堂师配合，防守正定。宋肯堂是正定本地人，熟悉地形，与黄永安相伴勘察。黄永安对炮兵阵地与城东北角观测所甚满意。炮六旅以150mm榴弹炮营和75mm野战炮全团参战，75野炮二营进入正定城，一三营在滹沱河南岸布防，归炮十二团团长刘震寰统一指挥；炮六旅炮弹充足，猛烈轰击敌（14师团）一昼夜，日军炮火亦强大。
10月九日城破，张兴华营长战死，野炮重炮均于夜间南渡滹沱河安全撤离（重炮无法过桥，用长挽绳浮渡）；此战炮七团损失全部参战火炮（已脱离炮六旅编制）。
1937年十一月初，所部重炮营随商震部参加安阳之战，随后12团一营配属139师再战于卢氏，一路艰难撤退，全旅六匹马才拉得动的克虏伯野炮虽沉重，但东北军官兵将火炮全部带回黄河南岸；随后炮六旅得到命令，属第一战区作战序列，受程潜指挥。
1937年11月-1944年1月，任命为第一战区炮兵指挥官，除守卫洛阳要塞，重点布置于黄河南岸，与河南、陕西日军炮战，供卫陇海线铁路、潼关，为陕西屏障，维系第一第八两大战区之生命线。第一战区炮兵庞杂，除所部炮六旅东北军野炮12团、重炮17团外，各炮兵团频繁加入第一战区，如炮六团、炮九团（驻洛阳）、炮11团（潼关与陕灵之间）、炮15团（原东北军，驻陕灵）等部。
1939年 训练总监部命令陕西一带炮兵统归第一战区炮兵指挥官训练校阅，黄永安遂拜谒胡宗南，但遭对方抵制，后不了了之，渠对此深感愧疚。
1944年1月获军政部命令，各战区炮兵指挥部一律撤销，无任何后续安排。其将家小安安置于陕西宝鸡，祝绍周闻之随即向上陈情，于一月中旬任命为第九军副军长。去报到时军长韩锡侯说必须先见一下胡宗南，但在西安吃了十几日闭门羹，不得要领。春节后再去西安仍不得见，后强行去第九军任职，韩锡侯勉强应允。
1944年5月，第九军调往第一战区，黄永安嫁女（二女黄京华）迟去了三天，于洛阳拜会战区参谋长董宪章，后者云，“第九军开赴登封，于昨夜十二时以后失去联络，迄无消息，原因不明，现正查证中。”并认为此时去寻找第九军恐凶多吉少，黄不听，带副官马寄生各携短枪，经府店镇去登封寻找部队。
时正值豫中会战高潮，日军重兵集团围攻汤恩伯集团。第九军奉命接替85军守彰德，时汤部已突围，第九军则被110师团完全包围。第九军本应向西南方向突围，但部队溃散，纷纷冲向西北洛阳方向，正是黄永安南下的方向。黄永安于次日清晨在府店镇找到第九军第一个连队，始知军部遭夜袭，已失去指挥，遂立即离开公路，沿小路继续前行至辇店村收拢逃散人员。完全溃散的第九军先后被收集，先后收拢军部人员和十几个营（有其他部队逃散人员加入）的部队；经一昼夜回到洛阳，但无一名团以上主官（豫中会战中同样溃散的29军91师在后来的混乱中几进全军覆没）。
黄永安认为第九军已无作战能力，须整顿。获蒋鼎文手令，黄率第九军返回陕西，因长期在第一战区任炮兵指挥官，各兵站补给相当通融。日军尾随于后，遂一路快速西撤，同时躲避敌机轰炸和豫西土匪拦截；最后于驻地点验，共收拢十七个营七千余名官兵，与第九军来时的兵员差不多。
1945年2月任军政部中将参议（第九军已南下重庆）。

### 第二次国共内战
1946年随陈诚北上，任东北保安司令长官部总参议，同年任辽西师管区中将司令，主要负责征兵工作。
1948年9月，因锦州守军为云南部队，感觉东北人守土有责，遂接受范汉杰任命，为锦州城防炮兵司令。委任原锦州市长韩德身为炮兵参谋长，组建三个参谋科室两个地区组，机动兵力为：炮兵十三团105榴炮五门，十六团（原东北军炮兵）三八式野炮十二门，意造山炮四门。被围十余日后，空投之炮弹因弹药筒变形而无法使用，同时头疼的是电话电池将耗尽，急需补充。
10月十四日解放军接近城防，将瓜市（内地名 冬季是粮食市 夏天为瓜市）附近城墙击毁，国军炮兵集中火力阻止无效，解放军由刘屯冲入城内，直捣瓜市；北面解放军攻入南街白云公园，一时城炮火连天烟硝弥漫，形成街市混战。
锦州于10月十五日陷落，当日黄永安令军需处将库存款项全部发放（约三月军饷）给官兵，同时命令炮兵“城破时立即化整为零，向城外疏散，到天津集合”。中午锦州已四处火起，麾下炮兵最后战至黄昏五时，至此于邮政局二楼办公室宣布炮兵司令部解散。入夜黄永安带副官姚傑明与韩德身出逃，藏于韩德身家中仍见云南步兵于夜间往来冲杀，感叹官不如兵。天明出城时因穿军服被俘，数日后因岁数大未被注意而逃脱。出逃葫芦岛时，受到娘娘宫国民学校校长郭海力助，后由万国宝（万福麟之子）提供机票回北平。

### 遷居臺灣
1949年初，去臺灣，曾任台湾电力公司董事、齊鲁公司董事、中油公司董事。撰写《浮生》回忆录，因主要为练字，所以全为亲笔手写。
1979年7月13日，病逝。

## 亲历趣闻
- 1937年七月初，去开封刘歭处述职，正封其主持纪念周会，遂一同参加。结果“刘主任致辞，尽说些不着边际的话，如下汽车后必须将车门关好，始能开动，又办公室如何整理，家具如何修理保存等等，对于军务与民生大计，却一字未提。”“但我窥伺前面的省政大员，皆是肃然敬处，并有随时笔记，唯恐遗漏的样子。”
- 保定会战，刘歭命炮六旅配属于黄杰第二师，但没人知道其位置。黄碰见陆大同学陈夕怅，得知后者为参谋长，赶忙询问，结果连陈也不知道，说从来就没跟司令部联络过。
- 黄永安收集第九军回陕西时，进达阌乡，偶遇胡宗南率李延年乘吉普车迎面而来。胡宗南问：“军容颇为齐整，比我来作战的部队都好，为何后退？”黄永安只得告知最高是营级干部，无指挥系统，团长以上全部不见踪影，他自己也很费解。
- 逃出锦州时，穿便装的一般都放行，但是韩德身的厨子穿了女人衣服，解放军实在受不了其怪异，遂将其扣留。
- 黄永安逃至葫芦岛碰到长子黄清羲之后才知道，他在守锦州城，他儿子在54军炮兵营攻击塔山，救援锦州。
- 黄永安乘坐的飞机，就是著名的东北大员最后出逃沈阳的那两架飞机，美钞满天飞，国民党大员被少壮一脚踢下，都是对这次航程的描述。[41]